# Lemuel Shattuck
Lemuel Shattuck (* 15. Oktober 1793 in Ashby, Massachusetts; † 17. Januar 1859 in Boston, Massachusetts) war ein US-amerikanischer Politiker, Verleger und Buchhändler.

## Leben
Shattuck wurde, obwohl er selbst kaum die Schule besucht hatte und zu Hause von seinen älteren Brüdern unterrichtet wurde, zunächst Lehrer an Schulen in einer Reihe von Orten in Neuengland. 1823 zog er nach Concord als Kaufmann. Er hatte nach wie vor ein großes Interesse am Schulwesen und organisierte regelmäßige Reporte über die öffentlichen Schulen in seiner Stadt, die er der Öffentlichkeit vorlegte. 1833 zog er nach Boston als Buchhändler und Verleger. 1839 zog er sich aus dem Geschäftsleben zurück. Er wurde Abgeordneter im Repräsentantenhaus von Massachusetts und setzte ein Gesetz für ein staatliches Register für Geburten, Todesfälle und Heiraten durch, was später Vorbild für den Rest der Vereinigten Staaten wurde.
Als 1849 eine Sanitätskommission für Massachusetts eingerichtet wurde, war Shattuck deren Chief Commissioner und im Wesentlichen der Autor des von der Kommission herausgegebenen Berichts (Report on the Sanitary Condition of Massachusetts, 1850). Die Empfehlungen wurden 20 Jahre später – nach dem Tod von Shattuck – auch im öffentlichen Gesundheitswesen von Massachusetts umgesetzt.
Er ist einer der 23 ursprünglichen Namen auf dem Fries der London School of Hygiene & Tropical Medicine, die Personen aufführen, die sich um öffentliche Gesundheit und Tropenmedizin verdient gemacht haben.
Ein Krankenhaus in Boston ist nach ihm benannt.